# Tung-Yen Lin
Tung-Yen Lin (chinesisch 林同棪, Pinyin Lín Tóngyán; * 14. November 1912 in Fuzhou, Republik China; † 15. November 2003 in El Cerrito, Kalifornien) war ein chinesisch-US-amerikanischer Bauingenieur, der im Besonderen für seine Brücken und Spannbetonbauten bekannt war. In den USA leistete er Pionierarbeit im Bereich des Spannbetons. 1986 wurde ihm die National Medal of Science verliehen.

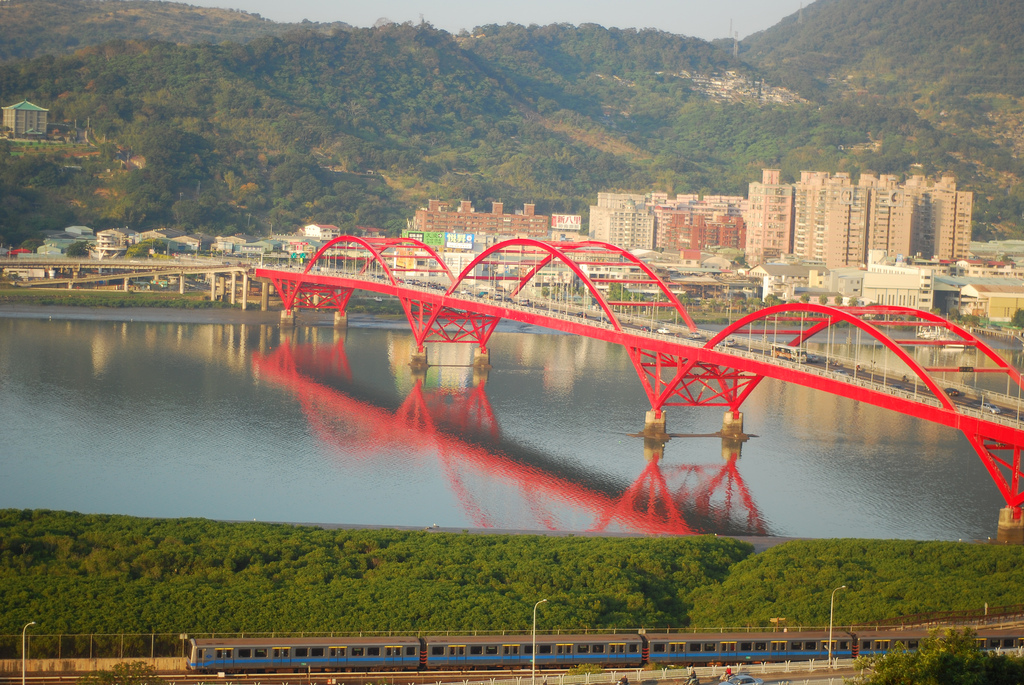
Guandu-Brücke in Taiwan

Lin war der Sohn eines Richters des obersten Volksgerichtshofes der Volksrepublik China  in Peking. Er schloss an der Jiaotong-Universität sein Studium im Bauingenieurwesen 1931 ab und ergänzte dieses mit einem Studium an der University of California in Berkeley, das er 1933 mit dem Master abschloss. Danach konstruierte Tung-Yen in China zahlreiche Brücken, darunter auch Eisenbahnbrücken.
1946 war Tung-Yen wieder in Berkeley und forschte auf dem Gebiet des Spannbetons, das damals in den USA noch relativ unbekannt war. Er vereinfachte und standardisierte die Entwurfsmethoden und trug dazu bei, diese Variante des Stahlbetons in den USA populär zu machen. Er war bis zu seiner Emeritierung im Jahre 1976 Professor in Berkeley, wo er der Abteilung Konstruktiver Ingenieurbau vorstand.
1954 gründete Tung-Yen das Ingenieurbüro T. Y. Lin International, das er 1987 verkaufte, obwohl er noch bis 1992 mitarbeitete. 1992 gründete er ein neues Ingenieurbüro für Projekte in China, das  Lin Tung-Yen China genannt wurde.
Zu seinen Projekten zählt das 1962 fertiggestellte Moscone Center in San Francisco, das bei seiner Eröffnung die größte unterirdischen Halle besaß, die Puente Rafael Iglesias in Costa Rica, die Guandu-Brücke in Taiwan und das Tribünendach des La Rinconada Hippodrome, einer Pferderennbahn in Caracas. Das visionäre Brückenprojekte über die Beringstraße, von Tung-Yen als International Peace Bridge bezeichnet, sowie sein Projekt einer Brücke über die Straße von Gibraltar wurden nicht umgesetzt.
Tung-Yen war Ehrenmitglied der ASCE, die einen Preis für Spannbeton nach ihm benannte. 1974 erhielt er die Freyssinet-Medaille und 1990 die John A. Roebling Medal der International Bridge Conference.  1957 half er den ersten Weltkongress für Spannbeton in San Francisco zu organisieren.
Tung-Yen heiratete 1941 Margaret Kao, ebenfalls Tochter eines hohen Richters in Peking. Sein Cousin Tung-Hua Lin war ebenfalls ein bekannter Bauingenieur.